# Сибгосиздат
После установления Советской власти в городе Омск в 1920 г. там было создано Сибирское отделение Госиздата РСФСР (Сибгосиздат). В 1921 г. оно было перенесено в город Новониколаевск (Новосибирск), в 1925-1930 гг. являвшийся центром Сибирского края.
Заметную роль в создании Сибгосиздата сыграли два известных писателя: Валериан Павлович Правдухин и его жена Лидия Николаевна Сейфуллина, назначенные в ноябре 1921 года соответственно заведующим и секретарем Сибгосиздата.
В дальнейшем издательство несколько раз реорганизовывалось и переименовывалось. Когда Новосибирск в 1930 г. стал центром Западно-Сибирского края, Сибгосиздат был переименован в «Западно-Сибирское краевое издательство» (Сибкрайиздат). В 1964 году Сибкрайиздат был объединён с Омским областным книжным издательством и Томским областным книжным издательством под названием «Западно-Сибирское книжное издательство». В 1979 году издательством были изданы 104 книги и брошюры, общим тиражом около 4,7 млн. экземпляров. В 1985 году приказом Госкомиздата РСФСР издательство было преобразовано в «Новосибирское областное книжное издательство».